# رومان تشانتوريا
رومان تشانتوريا (9 فبراير 1996 بتبليسي في جورجيا - ) هو لاعب كرة قدم جورجي في مركز مهاجم ‏.

## وصلات خارجية
- رومان تشانتوريا على موقع الاتحاد الأوربي (الإنجليزية)
- رومان تشانتوريا على موقع قاعدة بيانات كرة القدم.إي يو (الإنجليزية)
- رومان تشانتوريا على موقع Soccerway.com (الإنجليزية)
- رومان تشانتوريا على موقع AS.com (الإسبانية)